# مسجد عرب‌ها
مسجد عرب‌ها مربوط به دوره قاجار است و در شهرستان نائین، بخش خور و بیابانک، شهر خور، بافت قدیم شهر، کنار محله عربها، کوی گرامی واقع شده و این اثر در تاریخ ۲۲ آبان ۱۳۸۶ با شمارهٔ ثبت ۱۹۸۷۲ به‌عنوان یکی از آثار ملی ایران به ثبت رسیده است.